# 牛伏川
牛伏川（うしぶせがわ）は、長野県松本市を流れる信濃川水系の一級河川。

## 地理
長野県松本市の南東部に位置する鉢伏山に源を発し、扇状地を作りながら農地や住宅地を流れ、松本市並柳で田川に合流する。活断層として注目されている牛伏寺断層（ごふくじだんそう）に沿っている。
江戸時代には「牛伏寺川（ごふくじがわ）」と呼ばれ、元禄3年（1690年）に大洪水を発生させ、以後の記録では数十年に一度の頻度で下流域の諏訪藩東五千石領に甚大な砂防被害を与えたため、大正7年（1918年）に牛伏川フランス式階段工が完成した。
牛伏寺近くに牛伏ダム湖がありダム湖を形成している。

## 流域の自治体
長野県
松本市